# سود (مجارستان)
سود (به مجاری:  Sződ) یک شهرداری در مجارستان است که در ناحیه واتس واقع شده‌است. سود ۱۴٫۳۸ کیلومتر مربع مساحت دارد.